# Unione Sportiva Viterbese 1994-1995
Questa pagina raccoglie le informazioni riguardanti l'Unione Sportiva Viterbese nelle competizioni ufficiali della stagione 1994-1995.

## Risultati

### Campionato

#### Poule scudetto

##### Turno preliminare
| Viterbo 28 maggio 1995, ore 16:00 1ª giornata - Gruppo B | Viterbese | 1 – 0 | Treviso | Stadio Enrico Rocchi |
| \| \| \| \| \| Mattoni 30’ \| Marcatori \| \|            |           |       |         |                      |
|                                                          |           |       |         |                      |
| Mattoni 30’                                              | Marcatori |       |         |                      |

| Treviso 4 giugno 1995, ore 16:00 2ª giornata - Gruppo B   | Treviso   | 1 – 1        | Viterbese | Stadio Omobono Tenni |
| \| \| \| \| \| Fiorio 40’ \| Marcatori \| 88’ Cozzella \| |           |              |           |                      |
|                                                           |           |              |           |                      |
| Fiorio 40’                                                | Marcatori | 88’ Cozzella |           |                      |

##### Semifinale
| Arbitro: | Saccani (Mantova) |

|                                                    |           |                   |
| Cipriani 28’, 45’, 81’ Aruta 38’ Caputo 70’ (rig.) | Marcatori | 57’ (rig.) Ghezzi |

| Arbitro: | Dondarini (Bologna) |

|               |           |                         |
| Trappetti 78’ | Marcatori | 12’ Mazzarano 40’ Aruta |